# 希列克沙农村居民点
希列克沙农村居民点（俄语：Шилекшинское сельское поселение）是俄罗斯联邦伊万诺沃州基涅什马区所属的一个农村居民点。其下辖有38个居民点，行政中心为希列克沙。据2016年统计，该农村居民点的人口为1268人。